# O Gud, ditt rike ingen ser
O Gud, ditt rike ingen ser är en psalm av J.O. Wallin som handlar om nyfödelse och tro. Den diktades år 1816. Melodin komponerades av Burkhard Waldis år 1553 och hette då på tyska "Danket den Herrn und lasst uns le’hrn".
Melodin används också till psalmerna: O giv oss, Herre, av den tro (1986 nr 253), Allt mänskosläktet av ett blod (1986 nr 588), Ditt ljus, o Helge Ande, tänd (1921 nr 538), Var glad, min själ, och fatta mod (1986 nr 560) och Förgäves all vår omsorg är (1986 nr 595).

## Publicerad i
- 1819 års psalmbok som nr 199
- 1937 års psalmbok som nr 292
- Den svenska psalmboken 1986 som nr 366 under rubriken "Anden, vår hjälpare och tröst".